# Karl von Grolman

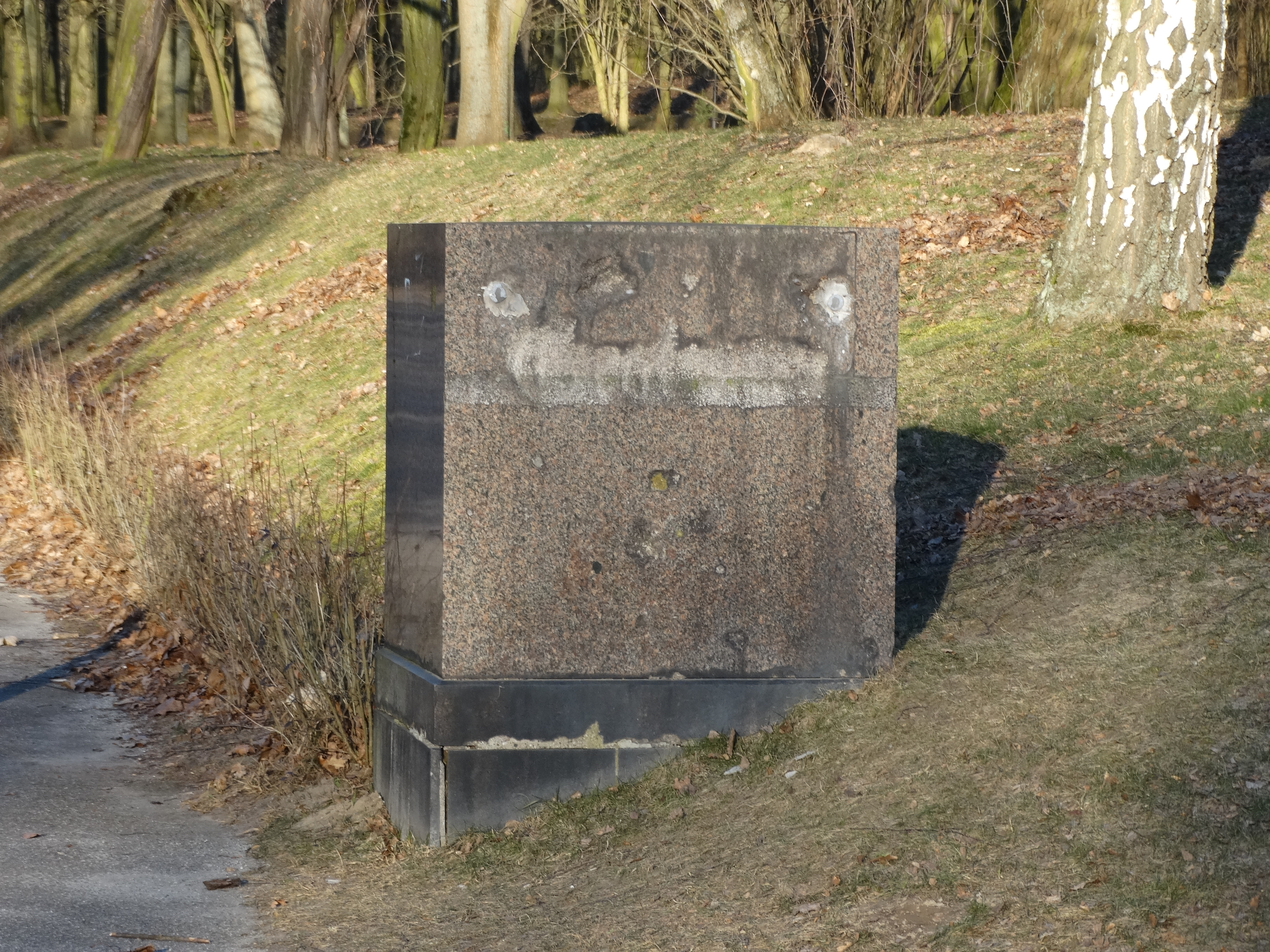
Kamień nagrobny Karla von Grolmana w Parku Cytadela.

Karl Wilhelm Georg von Grolman (ur. 30 lipca 1777 w Berlinie, zm. 15 września 1843 w Poznaniu) – pruski generał piechoty oraz szef sztabu generalnego. Brat Wilhelma Heinricha, pruskiego prawnika i sędziego.

## Życiorys
Służbę w wojsku rozpoczął w 1791 wstępując do pułku piechoty w wieku czternastu lat. W ciągu następnych lat służby awansował kolejno na chorążego (1795), podporucznika (1797), porucznika (1804) i sztabskapitana (1805). Chociaż młodszy wiekiem i rangą, stał się jednym z bliższych przyjaciół generała Gerharda von Scharnhorsta, doceniany za energię i nieustraszony charakter, jeszcze przed wojną w 1806 roku. Był w niej adiutantem marszałków Möllendorffa (w którego pułku zapoczątkował swą karierę wojskową) oraz L’Estocqa. Za udział w bitwie pod Pułtuskiem, w której został ciężko ranny, odznaczono go orderem Pour le Mérite. W okresie od bitwy pod Jeną do zawarcia pokoju w Tylży, zyskał awans na majora za służbę podczas działań wojennych.
Po upadku Prus i zawartym później pokoju Grolman był jednym z najaktywniejszych pomocników  Scharnhorsta w pracach nad reorganizacją armii w 1809 roku, będąc od 1 marca 1809 dyrektorem królewskiego Gabinetu Wojennego. Wstąpił do Tugendbundu i próbował uczestniczyć w nieudanej wyprawie Ferdinanda von Schilla, po której niepowodzeniu wstąpił do służby austriackiej jako major sztabu generalnego, odznaczony później orderem wojskowym Marii Teresy.
Następnie udał się do Kadyksu dla wsparcia Hiszpanów w walce z Napoleonem i poprowadził korpus ochotników w obronie tego portu przed wojskami marszałka Victora w 1810. Uczestniczył w bitwie pod Albuera, pod Saguntum i w oblężeniu Walencji, podczas którego dostał się do niewoli. Wkrótce zbiegł do Szwajcarii, a w sierpniu przybył do Jeny, gdzie w oczekiwaniu na przebieg kampanii rosyjskiej studiował historię. Pogłębione zapoznanie się z kontekstem historycznym wywarło istotny wpływ na jego późniejsze koncepcje. Od 1813 służył jako major w pruskim sztabie generalnym, kolejno pod komendą pułkownika von Dolffsa i generała von Kleista jako przedstawiciel w kwaterze rosyjskiego generała Barclaya de Tolly. Wraz z Kleistem uczestniczył w zwycięstwie pod Chełmnem, a po wyleczeniu się z ciężkiej rany zadanej w tej bitwie, wziął udział w bitwie pod Lipskiem.
15 września otrzymał Order św. Jerzego IV stopnia (nr 2669 według listy rycerskiej Grigorowicza–Stiepanowa). Walnie przyczyniając się do zwycięstw w kampanii roku 1814 we Francji, mianowany został generałem dywizji. Po powrocie do Niemiec został dyrektorem II wydziału (przyszłego Sztabu Generalnego) ministerstwa wojny. Podczas pełnienia funkcji generalnego kwatermistrza feldmarszałka księcia Blüchera, a po nim i von Gneisenaua, Grolmanowi przypadł największy udział w kierowaniu pruskimi operacjami roku 1815.
16 czerwca 1815, już jako generalny kwatermistrz, wziął udział w przegranej bitwie pod Ligny będąc zwolennikiem decyzji podjętej 18 czerwca o marszu na pomoc Wellingtonowi, toczącemu bitwę pod Waterloo. W trakcie zbliżania się wojsk do pola walki miał podobno przezwyciężyć chwilowe wahanie głównodowodzącego, osobiście wydając rozkaz ataku.
Po pokoju zawartym w 1815 Grolman zajmował ważne stanowiska w ministerstwie wojny oraz w sztabie generalnym nowej armii pruskiej, poświęcając się jej reformowaniu. W latach 1815–1819 był szefem sztabu generalnego. Wykonał wstępny projekt Twierdzy Poznań. W swej analizie zatytułowanej O obronie ziem od prawego brzegu Łaby po Niemen z 22 maja 1817 roku argumentował, iż ziemie nad Wartą i Notecią niezbędne są dla zapewnienia połączeń i wewnętrznej spoistości pozostałych prowincji państwa pruskiego, a wobec tego nader istotne jest posiadanie takiego umocnionego miejsca nad Wartą, które tę rzekę zablokuje utrudniając wtargnięcie nieprzyjacielowi, zaś Poznań spełnia wszelkie wymagania w tym zakresie, co zakłada jego przekształcenie w solidną twierdzę. Taki status Poznania, poza korzystnym położeniem strategicznym pomiędzy Głogowem i Toruniem, może też wywrzeć korzystny wpływ na nastroje w Wielkim Księstwie Poznańskim na gruncie idei, iż Prusy absolutnie nie zrezygnują z tej prowincji, która w przeciwnym razie mogłaby się stać przyczyną zadrażnień pomiędzy Prusami i Rosją.
Jak wyjaśnia Przemysław Matusik, Grolmanowi zapewne chodziło nie tyle o możliwość wybuchu polskiego buntu w Poznańskiem, co bardziej o groźbę wciągnięcia przez Polaków Rosji w konflikt mający na celu przyłączenie Poznańskiego do Królestwa Polskiego – zwłaszcza wobec faktu, iż spora część polskich elit w Poznańskiem wciąż traktowała przynależność do państwa Hohenzollernów jako stan przejściowy.
W 1819 roku Grolman zrezygnował ze swej zasadniczej funkcji wskutek braku zgody na planowaną reformę Landwehry. W 1823 projekt budowy Twierdzy Poznań uzupełnił o lewobrzeżny pas umocnień otaczających miasto. Ostateczny projekt tej twierdzy, zatwierdzony w 1827, wykonał jednak Johann Brese (uzupełniając go m.in. o Fort Winiary),
Po powrocie do służby w 1825 Grolman mianowany został dowódcą 9 dywizji w Głogowie, awansując zarazem do stopnia generała porucznika. Podczas powstania listopadowego, po śmierci feldmarszałka Gneisenau wskutek epidemii cholery, Grolman dowodził pogranicznymi wojskami pruskimi, zapewniając rozbrojenie oddziałów polskich wycofujących się do Prus pod naporem rosyjskim. Końcową służbę publiczną pełnił w Wielkopolsce jako dowódca V Korpusu, a praktycznie jako administrator cywilny Wielkiego Księstwa Poznańskiego, który forsował rozszerzenie wpływów niemieckich
W 1832 został mianowany tymczasowym dowódcą V Korpusu Armii w Poznaniu, co ostatecznie potwierdzono rozkazem z 1835. 6 października 1835 car Mikołaj I nadał mu Order św. Aleksandra Newskiego, a 10 lipca 1838 dodatkowo przyznano mu diamentowe insygnia. W 1837 awansowany został do rangi generała piechoty. Od 1840 roku, na rozkaz króla pruskiego, powołany został do komisji specjalnej ds. ufortyfikowania Królewca, w skład której weszli też generałowie von Krauseneck i von Aster.
Zmarł 15 września 1843 w Poznaniu, gdzie spędził znaczną część swego życia. Jego dwaj synowie również byli generałami armii pruskiej.
Von Grolman był patronem:
- 18 pruskiego pułku piechoty
- Bastionu III Grolman, wchodzącego w skład tzw. twierdzy poligonalnej Twierdzy Poznań[7]
- Bastionu Grolman wchodzącego w skład fortyfikacji poligonalnych Twierdzy Królewiec (poza tym, nazwisko generała zawarte było w nazwach dwóch odcinków umocnień, tj. Oberer Front Grolman oraz Unterer Front Grolman, co należałoby przetłumaczyć dosłownie: Dolny i Górny Odcinek Grolman)[8]
- Fortu VIII Grolman wchodzącego w skład tzw. twierdzy fortowej Twierdzy Poznań

Wraz z Karlem von Damitzem jest współautorem:
- Historia kampanii 1815 roku w Holandii i Francji (Geschichte des Feldzugs 1815 in den Niederlanden und Frankreich), Berlin, 1837-1838[1],
- Historia kampanii 1814 we wschodniej i północnej Francji do zdobycia Paryża: jako wkład w epokę nowożytną (Geschichte Des Feldzuges Von 1814 in Dem Ostlichen Und Nordlichen Frankreich Bis Zur Einnahme Von Paris: ALS Beitrag Zur Neueren), Berlin, 1842-1843.[1]

Został pochowany na Cmentarzu Garnizonowym na stokach Cytadeli. Po II wojnie światowej, w trakcie adaptacji Fortu Winiary na cele parkowe, kamień z jego nagrobka przeniesiono i użyto jako drogowskazu w Parku Cytadela, z nazwą jednej z alejek (Aleja Braterstwa Broni). W lutym 2018 tablica umieszczona na kamieniu została w ramach dekomunizacji zdemontowana.

## Odznaczenia
Odznaczenia gen. von Grolmana to między innymi:
- Order Orła Czarnego
- Order Pour le Mérite z liśćmi dębu
- Krzyż Żelazny I klasy
- Krzyż Wielki Orderu Leopolda (Austria)
- Kawaler Orderu Marii Teresy (Austria)
- Order Świętego Aleksandra Newskiego (Imperium Rosyjskie)
- Cesarski i Królewski Order Orła Białego (Imperium Rosyjskie)
- Order Świętego Jerzego IV klasy (Imperium Rosyjskie)
- Order Świętego Włodzimierza IV klasy (Imperium Rosyjskie)
- Order Świętej Anny I klasy (Imperium Rosyjskie)
- Kawaler I klasy Orderu Miecza (Szwecja)
- Krzyż Zasługi Wojskowej (Hiszpania)

## Literatura
- E. von Conrady, Leben und Wirken der Gen. K. v. G.. 3 tomy, 1894-96
- G. Wohlers, Die staatsrechtlieche Stellung der Generalstabes in Preußen und der Deutschen Reich, 1921
- F. von Cochenhausen, Od Scharnhorsta do Schlieffena, 1933
- R. Stadelmann, Der Ursprung der großen Generalstabes, 1939
- E. Kessel, Grundzüge und die Anfänge der Preußischen Generalstabes, 1944
- Priesdorff IV, s. 238–47 (P)